# 市川市コミュニティバス
市川市コミュニティバス（いちかわしコミュニティバス）は、千葉県市川市のコミュニティバス。北東部ルートの愛称は梨丸号、南部ルートの愛称はわくわくバス。

## 沿革
- 2005年10月 - 試験運行開始。
- 2008年 - 市川市コミュニティバス運行指針策定。
- 2009年 - 策定に基づいて運行開始。
- 2010年 - 実行委員会を組織して本格運行開始。
- 2012年 - 南部ルートの愛称が「わくわくバス」に決まる。
- 2014年10月1日 - 北東部ルートの経路変更および南部ルートの運賃改定。[1]
- 2015年11月 - 北東部ルートの愛称が「梨丸号」に決まる。[2]
- 2019年10月1日 - 北国分ルートの実証運行開始。北東部ルート・南部ルートは消費税率改定に伴い運賃を値上げ。
- 2020年8月3日 - 北国分ルートの経路を変更。
- 2021年7月30日 - 北国分ルートの運行を終了。
- 2021年10月1日 - あいねすと循環ルートの実証運行を開始。
- 2022年9月30日 - あいねすと循環ルートの運行を終了。

## 現行路線

### 北東部ルート

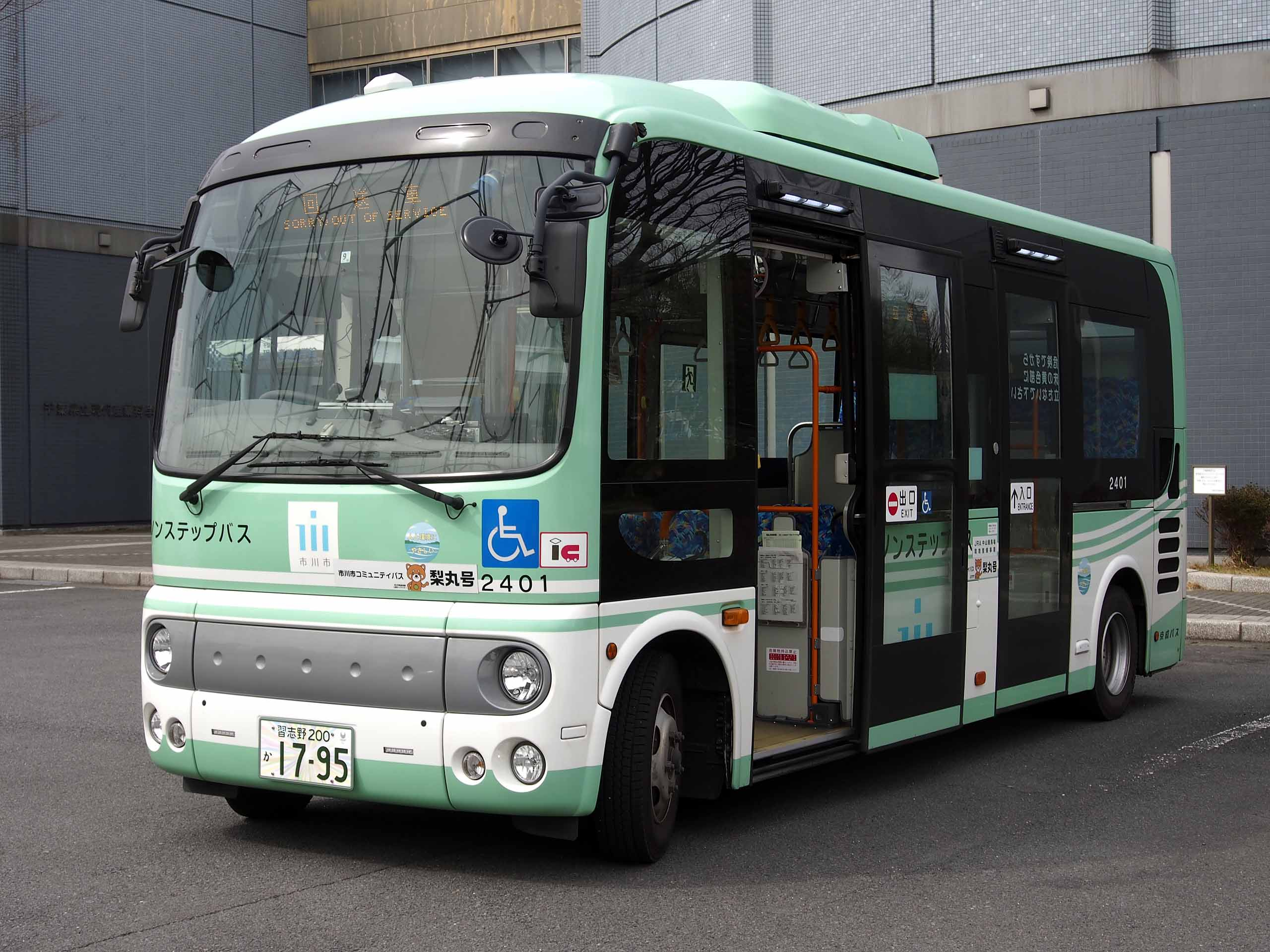
北東部ルートの車両

- 往復ルートAルート：松飛台駅 - 動植物園 - 医療センター入口 - 保健医療福祉センター - 船橋法典駅入口 - 北方町4丁目 - 市川学園 - 大野中央病院内
- 往復ルートBルート：保健医療福祉センター - 市川大野駅 - 大野小学校 - 大野中央病院内 - 中山団地 - 東部公民館 - 深町通り - 現代産業科学館・メディアパーク

京成バス市川営業所が受託。
北東部ルートの周辺に中山競馬場が立地することから、北東部ルートは日本中央競馬会（JRA）の競馬場所在市町村に対する環境整備事業寄附金対象事業の一つに挙げられている。
2015年夏に愛称を沿線小学校の児童より公募、市川市動植物園のマスコット「梨丸」から「梨丸号」と命名される。

### 南部ルート

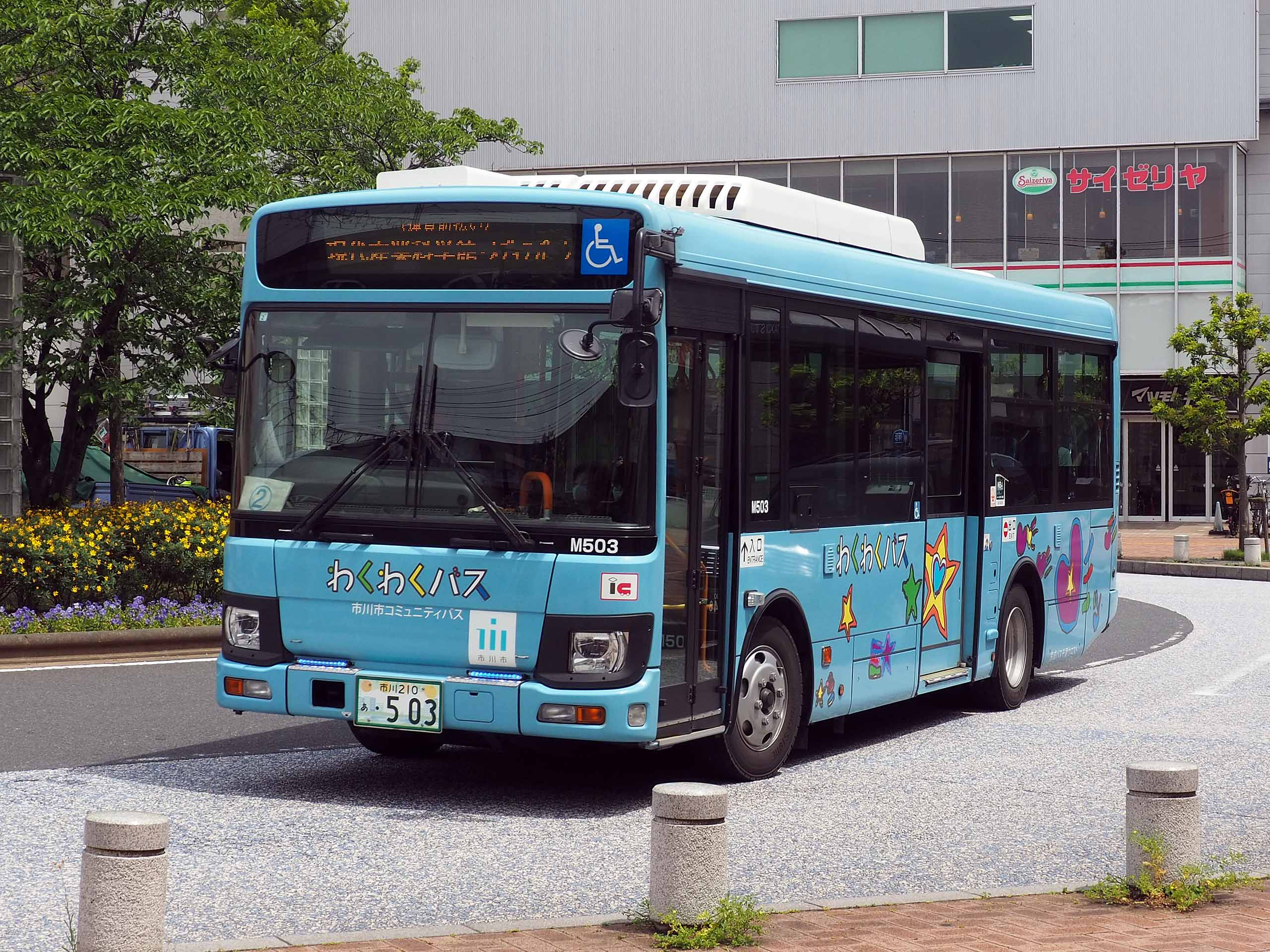
南部ルートの車両

- 東京ベイ医療センター - 島尻 - 広尾防災公園 - 南行徳公民館 - 南行徳駅 - 福栄 - 行徳駅 - 末広 - 妙典駅 - 妙典駅入口 - 新行徳橋南 - 田尻三丁目 - ショップス前 - 現代産業科学館・メディアパーク

京成バス千葉ウエスト塩浜営業所（旧・京成トランジットバス）が受託。
2005年10月より市川市コミュニティバスのうち、行徳地区を通る南部ルートを社会実験として運行、2010年より本格運行に移行している。沿線には最近建設された大型マンションなどがあり、東京メトロ東西線沿線の公共施設や都市公園、大規模商業施設などを結ぶようにルートが組まれている。一部の時間帯を除いて約30分間隔で運行されているが、妙典駅から先、江戸川の新行徳橋を越えてニッケコルトンプラザ付近にある現代産業科学館・メディアパークへ延長運転される便は少ない。いすゞ・エルガミオや日野・ポンチョが就役、2012年に公募で「わくわくバス」と命名、専用の装飾が施されている。
現代産業科学館・メディアパークでは北東部ルートに、東京ベイ医療センターでは浦安市コミュニティバス「おさんぽバス」医療センター線 当代島公民館・浦安駅・浦安市役所経由新浦安駅行きに乗り継ぐことができる。
2020年9月12日より、新型のエルガミオ（2KG-LR290J4）を導入。これにより、わくわくバス専用車両は予備車両を除き水色に塗装を変更された。

## 廃止路線

### 北国分ルート

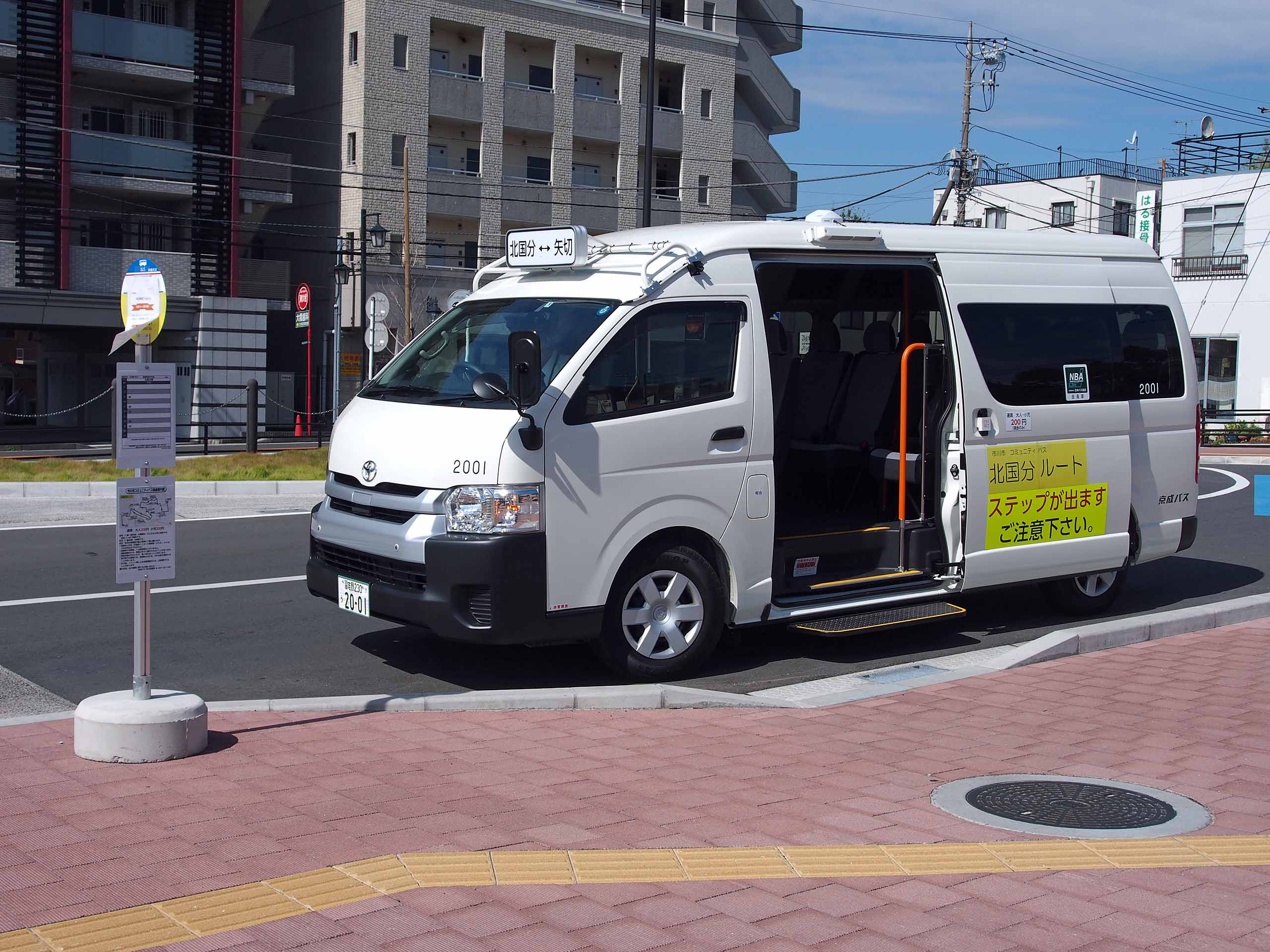
北国分ルートの車両

- 北国分駅 - 北国分公園 - 博物館裏 - 下矢切栄町 - 国際医療福祉大学市川病院 - 矢切駅

京成バス市川営業所が受託。
2019年10月1日より2020年3月31日までの平日に一日5往復で実証運行を実施、北総線の矢切駅 - 北国分駅間の周辺地域を結ぶ。2015年に住民団体「北国分・堀之内地域のバスを考える会」から市川市に北国分・堀之内地域へのコミュニティバス導入ルート案の要望が出され、実車走行や住民アンケートを繰り返して運行ルートが決定された。北東部ルートよりも道路条件が厳しいため、トヨタ・ハイエースコミューターで運行された。

開始当初6か月間の運輸実績は乗客数1182人で一日あたり平均乗客数9.9人、一便あたり平均乗客数1.0人、運賃収入は消費税別214,909円に対して経費総額10,054,959円で採算率3.0%、市は9,840,050円を負担した。
2020年8月3日にダイヤ改定が行われ、国際医療福祉大学市川病院を経由する経路に改められたが、2020年8月から2021年1月までの運輸実績は乗客数1016人で一日あたり平均乗客数8.4人、一便平均乗客数0.8人に低下、運賃収入は消費税別184,727円に対して経費総額7,724,000円で採算率は2.8%に悪化、市は7,539,273円を負担した。
市川市は運行開始時からの当ルートの採算率及び乗車率の低迷を理由に、2021年7月30日を以て路線を廃止した。

### あいねすと循環ルート
- 白鷺公園（あいねすと入口） → 千鳥公園 → 白鷺公園（あいねすと入口） → 福栄公園（小原農園入口） → あべ内科入口 → 行徳駅前公園 → 南消防署 → 行徳駅 → 行徳バイパス → 行徳支所・行徳公民館 → 行徳駅前 → 南消防署 → 行徳駅前公園 → あべ内科入口 → 福栄公園（小原農園入口） → 白鷺公園（あいねすと入口） → 千鳥公園 → 白鷺公園（あいねすと入口）

京成トランジットバス塩浜営業所が受託。
2020年10月11日に開業した「あいねすと」（市川市行徳野鳥観察舎）へのアクセス向上のために2021年10月1日から2022年3月31日までの半年間、実証運行を行う予定であったが 、4月1日以降も引き続き実証実験の継続を発表し2022年9月30日をもって運用終了。2022年4月30日までは一日乗車券が販売されていた。車両はトヨタ・ハイエース。
運行体制は白鷺公園から行徳駅を経由して白鷺公園へと循環していた。運転本数は白鷺公園を起点として毎時1本で1日8往復。開業当初は8時台 - 11時台・15時台 - 18時台までの運用。2022年5月1日ダイヤ改正以降は、9時台 - 16時台の運用となる。起点の白鷺公園を毎時15分に出発する。平日の月曜日は運休となるが、月曜日が休日の場合は翌平日を運休する。
本格運行への移行は半年間の採算率が30%以上であることを達成した後に、アンケート調査を実施し、回収率が35%以上、回答のうち「既に利用している方」と「利用していないが今後利用意向のある方」の合計が65%以上であることが条件である。

### 行徳・南行徳ルート
- 行徳ルート：行徳駅 → 新浜小学校 → 行徳中央病院 → 東浜公園 → 行徳駅前3丁目 → 中江川橋 → 塩焼3丁目 → 塩焼中央公園 → 幸中央公園  → ヴェレーナシティ行徳 → 行徳総合病院 → 塩焼4丁目 → ぴあぱーく妙典 → 妙典クリニックモール前 → 妙典4丁目 → 富浜 → 常運寺 → 関ヶ島 → 第七中学校 → 行徳バイパス → 行徳駅
- 南行徳ルート：行徳駅 → 行徳郵便局 → 欠真間公園 → 欠真間2丁目南 → 南行徳公園 → 相の川4丁目 → 南行徳駅 → まんせい公園 → 南行徳1丁目 → 福栄中学校 → あいねすと駐車場前 → 新浜1丁目 → 行徳駅前4丁目 →新浜小学校 → 行徳駅

京成トランジットバス塩浜営業所が受託。
行徳ルート・南行徳ルートは2024年2月1日より、南部ルートの検証実験として運行。2025年1月31日をもって運行終了となった。

## 運賃
- 北東部ルート：大人160円、子供100円（PASMO等交通系ICが使用可能）
- 南部ルート：大人160円、子供100円（2014年10月1日よりPASMO等交通系ICが使用可能）